# スペルガの悲劇
スペルガの悲劇（スペルガのひげき、伊：Tragedia di Superga）とは、1949年5月4日、イタリア・トリノ郊外の丘陵地、通称「スペルガの丘」で発生した航空事故である。
乗員・乗客31名全員が犠牲となり、死亡者の中にはイタリアのプロサッカークラブ、ACトリノの選手18名と監督以下スタッフ5名が含まれていた。

## 背景・概要

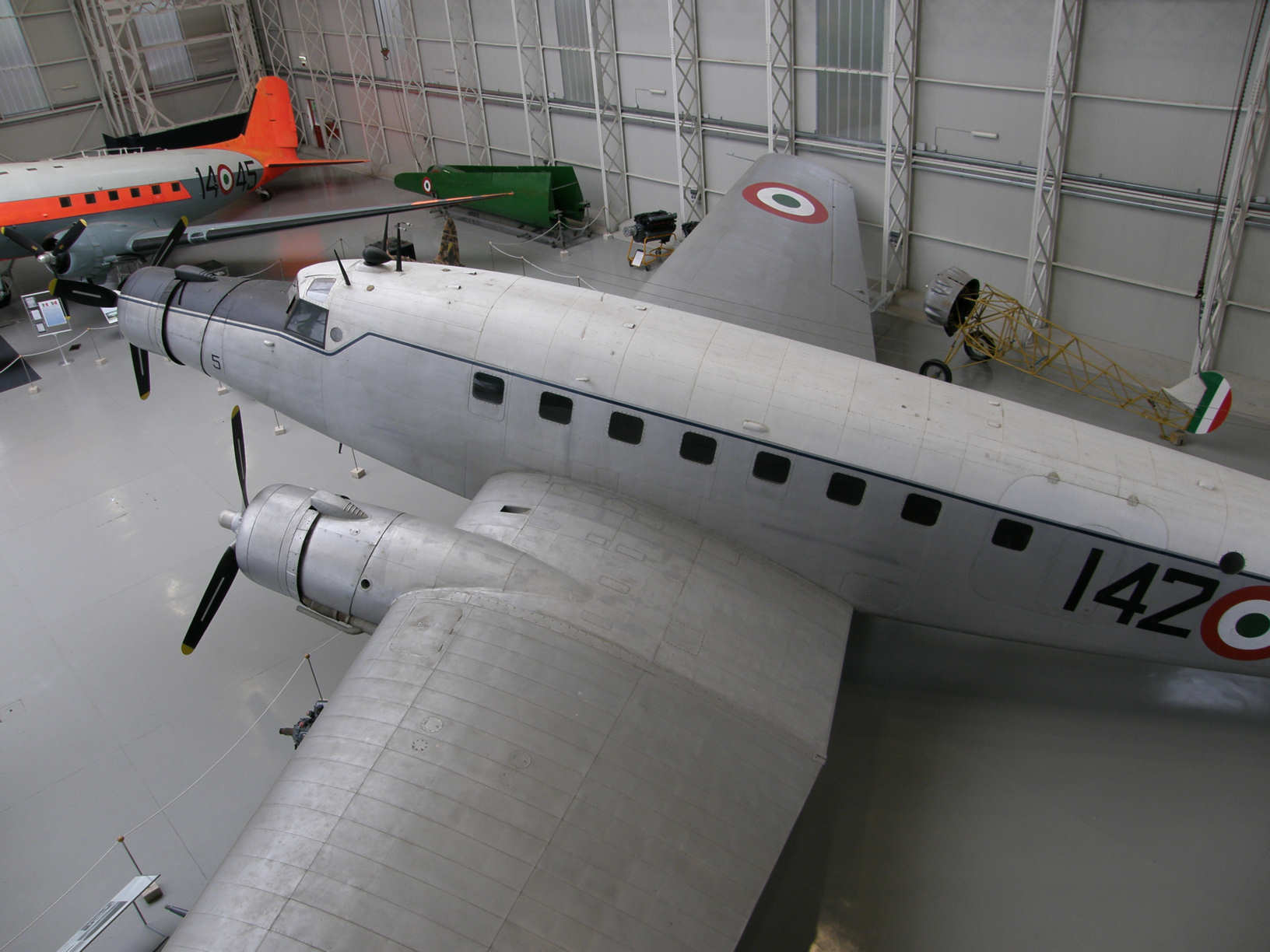
事故機と同型機のフィアットG.212

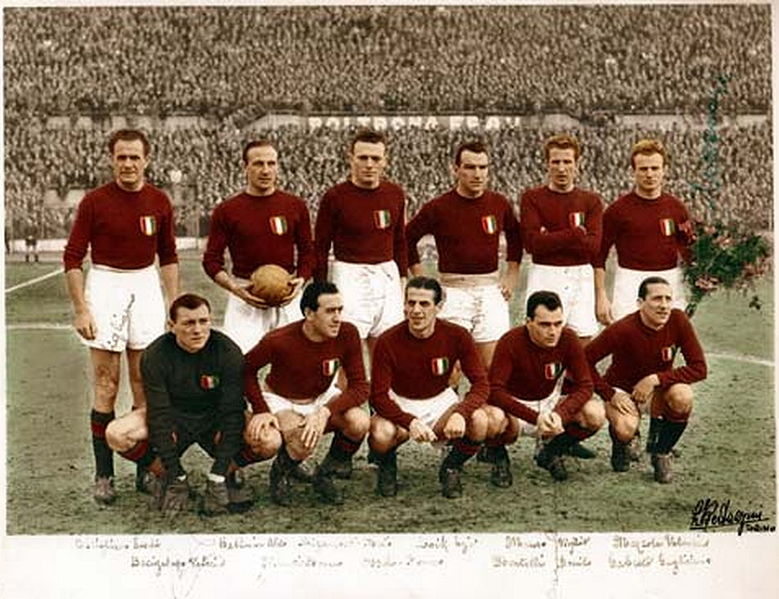
ACトリノ

当時のACトリノはイタリアのトップリーグ、セリエAの強豪クラブとして名を馳せ、ファンからは "Grande Torino" （偉大なるトリノ）と称えられていた。1948年から始まったシーズンもエースのヴァレンティーノ・マッツォーラを中心に好調を維持し、リーグ5連覇も目の前という状況にあった。
1949年5月4日、クラブ一行はポルトガル・リスボンで行なわれたベンフィカとの親善試合を終え、アリタリア航空のフィアットG.212 型機（3発レシプロ機、機体記号 I-ELCE）でトリノへの帰路に就いた。この時トリノ周辺の天候は激しい雷雨で、視界不良の状態にあった。
ACトリノの面々を乗せた飛行機はコントロールを誤り、トリノ郊外にある丘陵地の上に建つスペルガ聖堂の外壁に激突し大破した。事故機で原形を留めていたのは尾翼附近だけであった。この事故でマッツォーラを含むACトリノの選手18名と、監督・コーチおよびクラブのフロントら5名、そして乗員ほか8名の計31名全員が死亡した。
ACトリノの主力メンバーであったサウロ・トマは負傷を理由に遠征に帯同しておらず、また当時イタリアに亡命していたハンガリー人FW、ラディスラオ・クバラが同じ親善試合に参加するため行動を共にする予定であったが、息子の病気を理由に急遽辞退し、それぞれ難を逃れている。

## 事故後

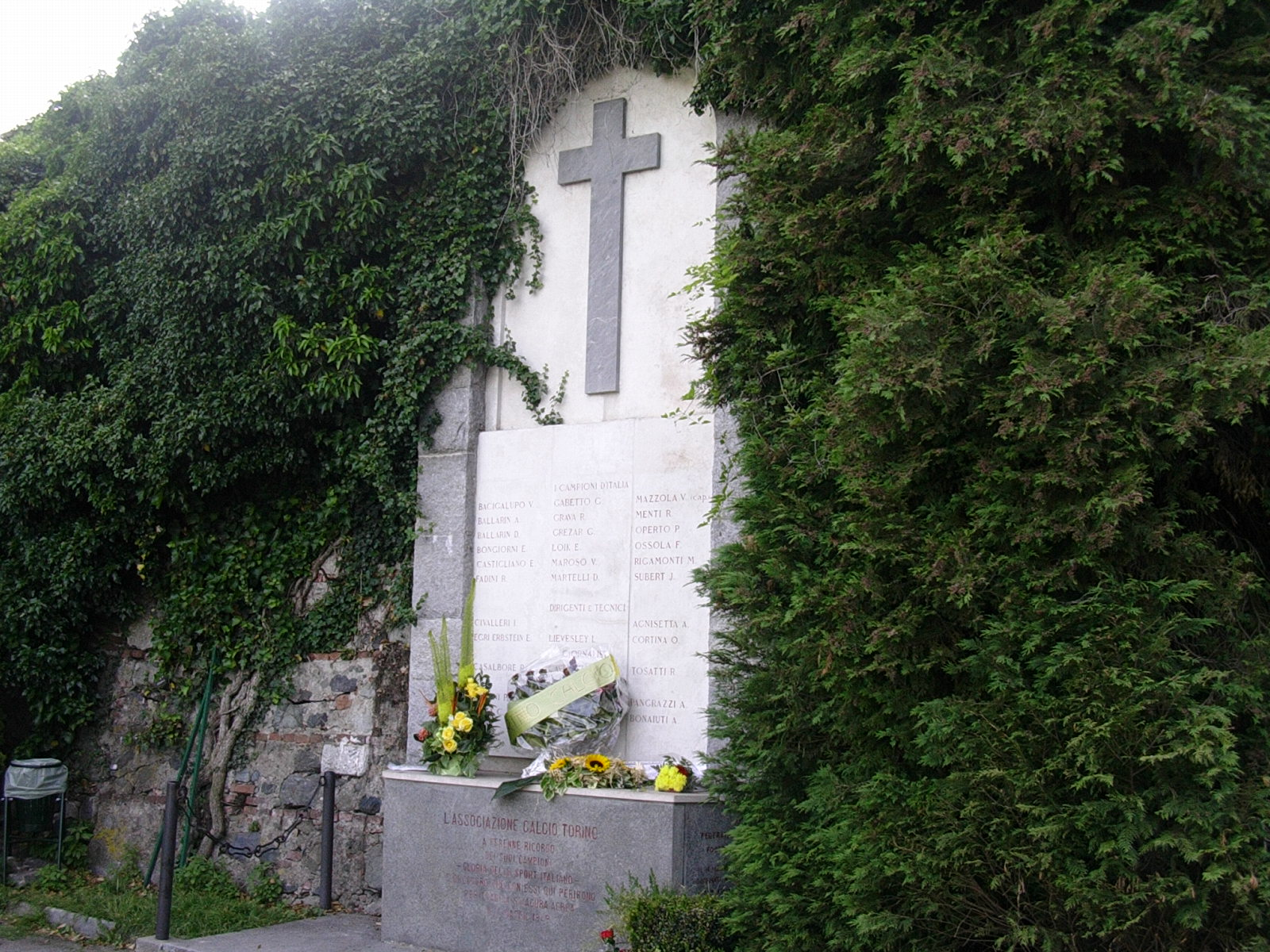
犠牲者を追悼した墓碑

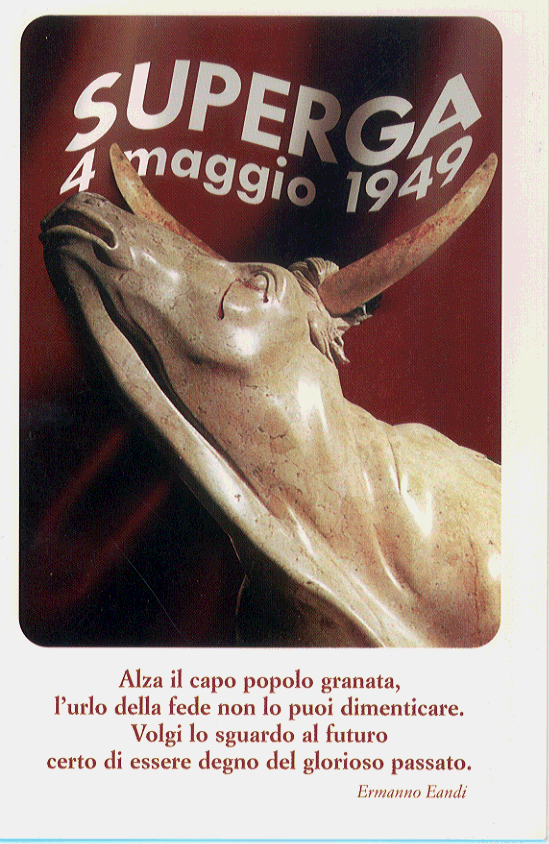
事故後50周年を記念して作られたもの

この時のACトリノのメンバーの大半はイタリア代表にも名を連ねる選手達であり、彼らを失ったことはイタリアサッカー界全体にとって大きな損失であった。葬儀はイギリス人監督のレスリー・リーブスリーと、元監督で当時テクニカル・ディレクターを務めていたユダヤ系ハンガリー人のエグリ・エルブステインを含む、クラブの犠牲者全員を悼む国葬として執り行われた。
優勝目前でトップチームを丸ごと失ったACトリノは、リーグ戦の残りの4試合をユースチームで戦うことになったが、"Grande Torino" に敬意を表した相手クラブも同様にユースチームで対抗。結局このシーズンはそのままACトリノがスクデットを獲得した。ACトリノはその後、クラブの建て直しが上手くいかずに成績も低迷。1959-60シーズンにセリエB降格も経験するなどした結果、次のスクデット獲得までに実に27年を要した。
また、事故の翌年に行なわれたワールドカップ・ブラジル大会に参加したイタリア代表は、チームの再建が間に合わずグループリーグで敗退した（事故の痛ましい記憶から、ブラジルまでの移動に海路を選択したこともチームの不調に少なからず影響したと思われる）。
30歳でこの世を去ったACトリノのエース、ヴァレンティーノ・マッツォーラには、事故当時まだ6歳の幼い愛息・アレッサンドロがいた。アレッサンドロはその後父と同じ道を歩み、ミラノの強豪クラブ・インテルに入団した。後に1960〜70年代のイタリアを代表するスタープレイヤーとなる、サンドロ・マッツォーラその人である。